# Іваненко Олександр Миколайович
Олександр Миколайович Іваненко (25.12.1981—26.02.2022) — старший сержант Збройних Сил України, учасник російсько-української війни.

## Життєпис
Народився 25 грудня 1981 року в місті Лубни Лубенського району Полтавської області.
Військову службу проходив у 91 окремому Охтирському полку підтримки.
Брав участь у миротворчій операції в складі національного контингенту в Косово, Республіка Сербія 2016 рік.
Брав участь в АТО, ООС.
Загинув 26 лютого 2022 в районі міста Охтирка.

## Нагороди та вшанування
- Орден «За мужність» III ступеня[1].
- Почесний громадянин міста-героя Охтирки.

## Джерело
- Редактор. Іваненко Олександр Миколайович. sumymemory.gov.ua (укр.). Процитовано 27 лютого 2025.